# 盧觀象
盧觀象（1573年—1646年），字子占，江西贛州府贛縣人，明朝、南明政治人物。

## 生平
盧觀象是萬曆二十五年（1597年）的選貢，自左軍都督府經歷遷任河間通判；天啟初年他上陳屯田條議，轉任河南屯田同知。左光斗巡撫京畿南部，他提議恢復汪應蛟創立的屯政，得其贊同；但因為魏忠賢掌權，於是他乞求辭官歸鄉。弘光帝繼位，他請求馬士英招攬津淮的鹽徒數萬人組成軍隊，不得回應。隆武年間他獲起用為兵部員外郎，捐出資金改建府治作行宮迎接駕隆武帝，再陞任副使協助守城，官吏一門四十多人投水而死，享年七十四。其子盧芃同時投水自殺，年十四歲。

## 引用
1. 1 2  錢海岳《南明史·卷四十五·列傳第二十一》：盧觀象，字子占，贛縣人。選貢。萬曆間，自左軍都督府經歷遷河間通判。天啟初，上屯田條議，轉屯田同知。左光斗巡撫畿南，議復汪應蛟所創屯政，力贊之。值魏忠賢勢張，乞歸。
2. ↑  同治《贛縣志·卷三十七·人物志 忠義》：盧觀象，字子占。負才倜儻，萬厯二十五年選貢入南雍……
3. ↑  錢海岳《南明史·卷四十五·列傳第二十一》：安宗立，請馬士英招津淮鹽徒數萬成一軍，不報。隆武時，起兵部員外郎，捐資改府治為行宮迎駕。陞副使，佐城守，緋衣一門四十餘人沉水死，年七十四。子芃，年十四，水死。